# آی ای ال دایموند
آی ای ال دایموند (انگلیسی: I. A. L. Diamond؛ ‏ ۲۷ ژوئن ۱۹۲۰ – ۲۱ آوریل ۱۹۸۸) یک فیلم‌نامه‌نویس اهل ایالات متحده آمریکا بود.
از فیلم‌های او می‌توان به چیزی برای پرندگان اشاره کرد.
وی همچنین برنده جوایزی همچون جایزه اسکار بهترین فیلم‌نامه غیراقتباسی شده‌است.